# Dong riềng đỏ
Canna indica là một loài thực vật có hoa trong họ Cannaceae. Loài này được L. mô tả khoa học đầu tiên năm 1753.
Đây là loài bản địa bản địa của Đông Nam Hoa Kỳ (Florida, Texas, Louisiana, South Carolina), Mexico, Trung Mỹ, Tây Ấn và phần lớn Nam Mỹ. Loài này cũng được du nhập vào Áo, Bồ Đào Nha, Tây Ban Nha, Azores, quần đảo Canary, Cape Verde, Madeira, hầu hết các vùng nhiệt đới châu Phi, Đảo Ascension, St Helena, Madagascar, Trung Quốc, Nhật Bản, Đài Loan, quần đảo Bonin, Ấn Độ, Assam, Nepal, Sri Lanka, 
quần đảo Andaman, Campuchia, Lào, Thái Lan, Việt Nam, Myanmar, Java, Malaysia, Philippines, đảo Christmas, quần đảo Bismarck, đảo Norfolk, New South Wales, Queensland, Fiji, Tonga, Vanuatu, Kiribati, quần đảo Cook, quần đảo Society, quần đảo Caroline và Hawaii.
Canna indica là một cây lâu năm đạt chiều cao khoảng 0,5 m và 2,5 m, tùy thuộc vào sự giống. Những bông hoa lưỡng tính. 

## Hình ảnh

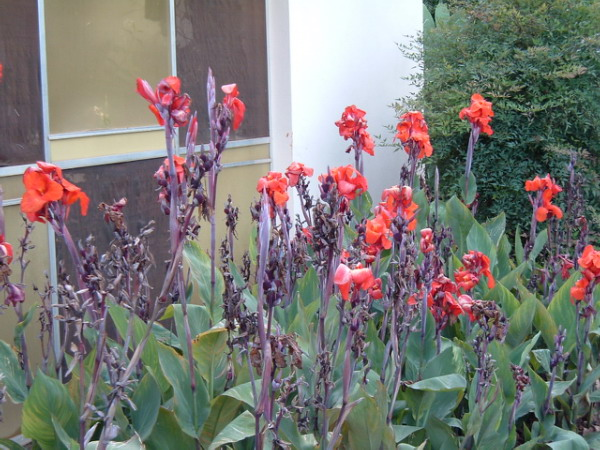
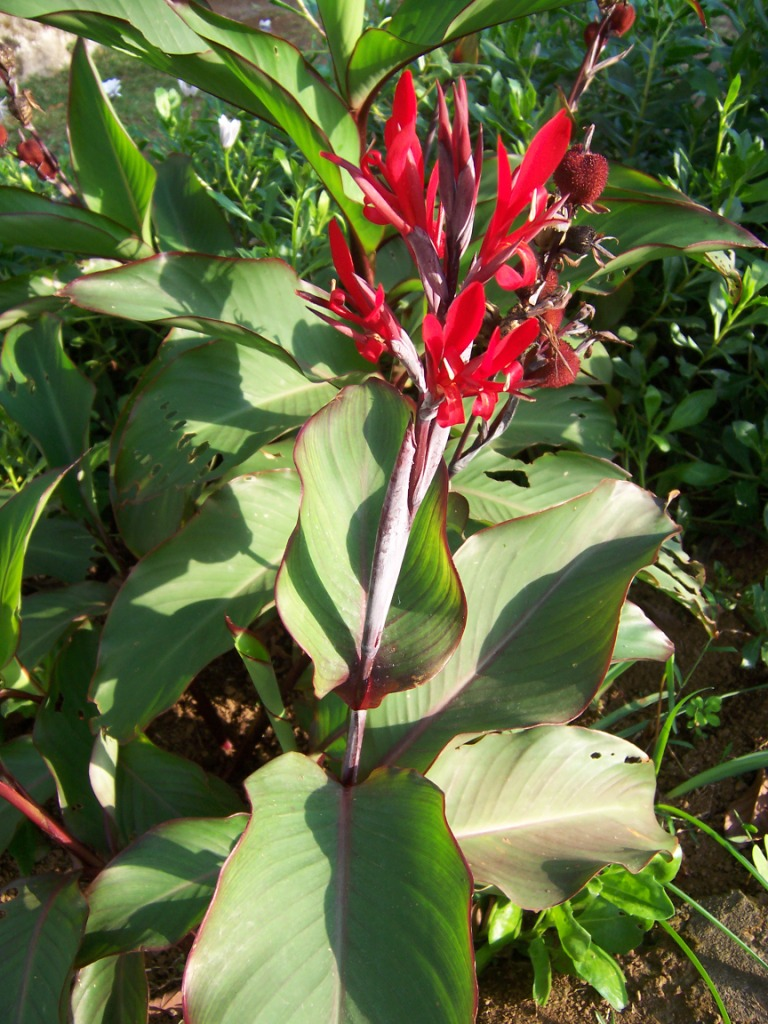
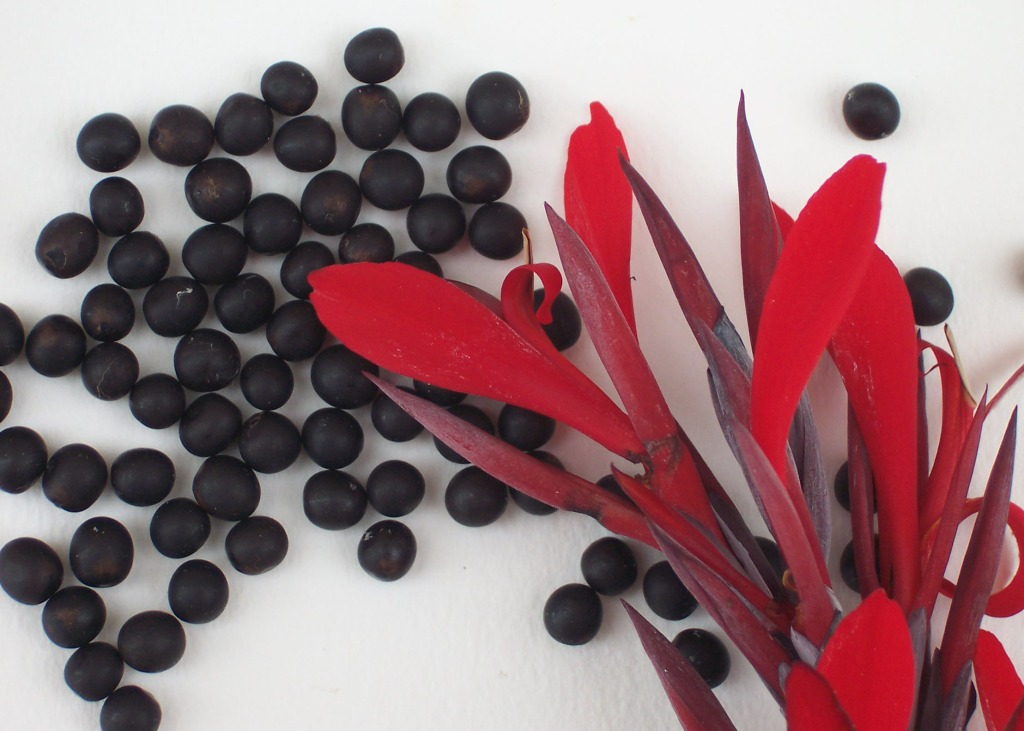
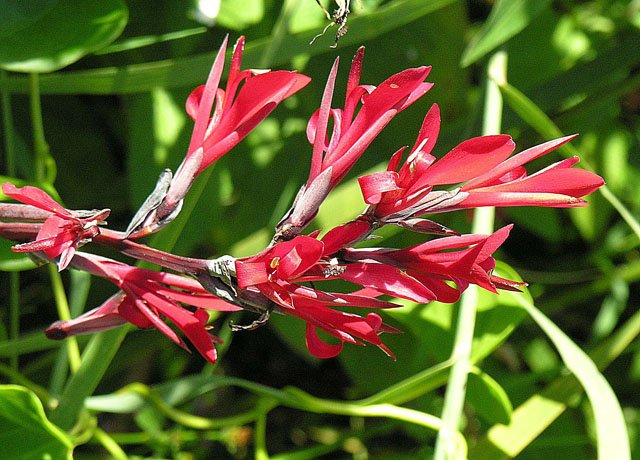